# شوراندي مارتينا
شوراندي مارتينا (بالهولندية: Churandy Martina) مواليد 3 يوليو 1984 في ويلمستاد، هو عداء هولندي متخصص في سباق 100 متر. شارك في دورة الألعاب الأولمبية. سبق أن فاز بالميدالية الذهبية في بطولة أوروبا لألعاب القوى.

## سجل المنافسة
| العام                  | المسابقة                       | المكان                 | المركز                 | حدث                    | ملاحظة                 |
| يمثل هولندا (منذ 2011) | يمثل هولندا (منذ 2011)         | يمثل هولندا (منذ 2011) | يمثل هولندا (منذ 2011) | يمثل هولندا (منذ 2011) | يمثل هولندا (منذ 2011) |
| ---------------------- | ------------------------------ | ---------------------- | ---------------------- | ---------------------- | ---------------------- |
| 2012                   | بطولة أوروبا لألعاب القوى 2012 | هلسنكي، فنلندا         | 1                      | 200 م                  | 20.42                  |
| 2012                   | بطولة أوروبا لألعاب القوى 2012 | هلسنكي، فنلندا         | 1                      | 4x100 م تتابع          | 38.34                  |
| 2012                   | الألعاب الأولمبية الصيفية 2012 | لندن، المملكة المتحدة  | 6                      | 100 م                  | 9.94                   |
| 2012                   | الألعاب الأولمبية الصيفية 2012 | لندن، المملكة المتحدة  | 5                      | 200 م                  | 20.00                  |
| 2012                   | الألعاب الأولمبية الصيفية 2012 | لندن، المملكة المتحدة  | 6                      | 4x100 م تتابع          | 38.39                  |
| 2014                   | بطولة أوروبا لألعاب القوى 2014 | زيورخ، سويسرا          | 9                      | 100 م                  | 10.34                  |
| 2014                   | بطولة أوروبا لألعاب القوى 2014 | زيورخ، سويسرا          | 4                      | 200 م                  | 20.37                  |
| 2014                   | بطولة أوروبا لألعاب القوى 2014 | زيورخ، سويسرا          | 5                      | 4x100 م تتابع          | 38.60                  |
| 2015                   | بطولة العالم لألعاب القوى 2015 | بكين                   | 16                     | 100 م                  | 10.09                  |
| 2015                   | بطولة العالم لألعاب القوى 2015 | بكين                   | 10                     | 200 م                  | 20.20                  |

## روابط خارجية
- شوراندي مارتينا على موقع الاتحاد الدولي لألعاب القوى (الإنجليزية)
- شوراندي مارتينا على موقع الاتحاد الملكي الهولندي لألعاب القوى (الهولندية)
- شوراندي مارتينا على موقع الدوري الماسي (الإنجليزية)
- شوراندي مارتينا على موقع اللجنة الأولمبية الدولية (الإنجليزية)
- شوراندي مارتينا على موقع أوليمبيديا (الإنجليزية)
- شوراندي مارتينا على موقع تيم أن.أل (الهولندية)